# Melanie Margalis
Melanie Ann Margalis-Fink (nacida Melanie Ann Margalis; Clearwater, 30 de diciembre de 1991) es una deportista estadounidense que compite en natación, especialista en el estilo libre. Está casada con el nadador Nic Fink.
Participó en los Juegos Olímpicos de Río de Janeiro 2016, obteniendo una medalla de oro en la prueba de 4 × 200 m libre.
Ganó dos medallas en el Campeonato Mundial de Natación, en los años 2017 y 2019, seis medallas en el Campeonato Mundial de Natación en Piscina Corta entre los años 2014 y 2021, y una medalla de plata en el Campeonato Pan-Pacífico de Natación de 2018.
Estudió el grado en Comercialización de Moda en la Universidad de Georgia.

## Palmarés internacional
| Juegos Olímpicos                    | Juegos Olímpicos        | Juegos Olímpicos  | Juegos Olímpicos |
| Año                                 | Lugar                   | Medalla           | Prueba           |
| ----------------------------------- | ----------------------- | ----------------- | ---------------- |
| 2016                                | Río de Janeiro (Brasil) | Medalla de oro    | 4 × 200 m libre  |
| Campeonato Mundial                  |                         |                   |                  |
| Año                                 | Lugar                   | Medalla           | Prueba           |
| 2017                                | Budapest (Hungría)      | Medalla de oro    | 4 × 200 m libre  |
| 2019                                | Gwangju (Corea del Sur) | Medalla de plata  | 4 × 200 m libre  |
| Campeonato Mundial en Piscina Corta |                         |                   |                  |
| Año                                 | Lugar                   | Medalla           | Prueba           |
| 2014                                | Doha (Catar)            | Medalla de bronce | 200 m estilos    |
| 2018                                | Hangzhou (China)        | Medalla de plata  | 200 m estilos    |
| 2018                                | Hangzhou (China)        | Medalla de plata  | 400 m estilos    |
| 2018                                | Hangzhou (China)        | Medalla de plata  | 4 × 200 m libre  |
| 2021                                | Abu Dabi (EAU)          | Medalla de plata  | 4 × 200 m libre  |
| 2021                                | Abu Dabi (EAU)          | Medalla de bronce | 400 m estilos    |
| Campeonato Pan-Pacífico             |                         |                   |                  |
| Año                                 | Lugar                   | Medalla           | Prueba           |
| 2018                                | Tokio (Japón)           | Medalla de plata  | 400 m estilos    |